# Szymon Huberband
Szymon Huberband (ur. 19 kwietnia 1909 w Chęcinach, zm. 18 sierpnia 1942 w Treblince) – polski rabin, historyk samouk, w getcie warszawskim referent do spraw religijnych w strukturze Żydowskiego Towarzystwa Opieki Społecznej.

## Życiorys
Jego ojcem był rabin Chęcin Samson Josef Huberband, a matką Chana Bracha, córka cadyka Chaima Szmuela ha-Lewiego Horowica. Jego bratem przyrodnim był Kalman Szapiro. Pierwsze lata życia spędził na dworze chasydzkim swojego dziadka w Chęcinach. Po wybuchu I wojny światowej rodzina przeniosła się do Kielc, a następnie do Otwocka. W Otwocku był jednym z założycieli młodzieżówki partii Agudat Israel, w 1928 roku był delegatem na jej zjazd ogólnopolski.
Po 1928 roku ożenił się z Rywką Leą Glazer, z którą miał syna Kalmana. Zamieszkał w Piotrkowie Trybunalskim, gdzie rabinem był jego teść, Jakub Arie Glazer. W Piotrkowie Trybunalskim został członkiem zarządu miejscowej gminy żydowskiej. Zainteresował się również historią, współpracował z Mojżeszem Feinkindem w ramach piotrkowskiego oddziału JIWO. Od 1939 roku utrzymywał kontakt z Emanuelem Ringelblumem.
Podczas kampanii wrześniowej rodziny Huberbandów i Glazerów opuściły Piotrków. 4 września 1939 roku w wyniku bombardowania Sulejowa zginęła jego żona, syn i teść. On sam powrócił do Piotrkowa, gdzie na krótko wszedł w skład miejscowego Judenratu. W styczniu 1940 roku wyjechał do Warszawy, gdzie został przesiedlony do getta warszawskiego. Prawdopodobnie dzięki pomocy Ringelbluma uzyskał zatrudnienie w Żydowskiej Samopomocy Społecznej – Komisji Koordynacyjnej, a następnie jako referent Sekcji Pracy Społecznej Żydowskiego Towarzystwa Opieki Społecznej. Przed wrześniem 1940 roku ożenił się z córką rabina warszawskiej Pragi, Jakuba Zylbersztajna. W getcie mieszkał przy ulicy Zamenhofa 19.
Wiosną 1942 roku w wykazie zarobków Sektora Społecznego figurował jako jedyny pracownik sektora do spraw religijnych organizacji. Od kwietnia 1942 roku był pracownikiem Wydziału Spraw Religijnych Judenratu oraz członkiem Rabinatu. Od maja 1942 roku pracował w szopie szczotkarzy przy ulicy Świętojerskiej. 18 sierpnia 1942 roku wraz z żoną trafił na Umschlagplatz, skąd wywieziono ich do obozu zagłady w Treblince i tam zamordowano.
Został jednym z trzech laureatów konkursu pt. Getto, zorganizowanego przez Yikor. Jego praca zachowała się w Archiwum Ringelbluma. Praca Huberbanda Z dziejów życia religijnego w czasie wojny jest jedną z najlepiej dokumentujących religijne życie Żydów podczas II wojny światowej.